# زیردریایی یو-۳۷۶
زیردریایی یو-۳۷۶ (به انگلیسی: German submarine U-376) یک زیردریایی بود که طول آن ۶۷٫۱ متر (۲۲۰ فوت ۲ اینچ) بود. این زیردریایی در سال ۱۹۴۱ ساخته شد.